# Сар'єгос
Сар'єгос (ісп. Sariegos) — муніципалітет в Іспанії, у складі автономної спільноти Кастилія-і-Леон, у провінції Леон. Населення — 4416 осіб (2010).
Муніципалітет розташований на відстані близько 300 км на північний захід від Мадрида, 6 км на північний захід від Леона.
На території муніципалітету розташовані такі населені пункти: (дані про населення за 2010 рік)
- Асадінос: 860 осіб
- Карбахаль-де-ла-Легуа: 2328 осіб
- Побладура-дель-Бернесга: 518 осіб
- Сар'єгос-дель-Бернесга: 710 осіб

## Демографія
Динаміка населення (INE ):

## Галерея зображень

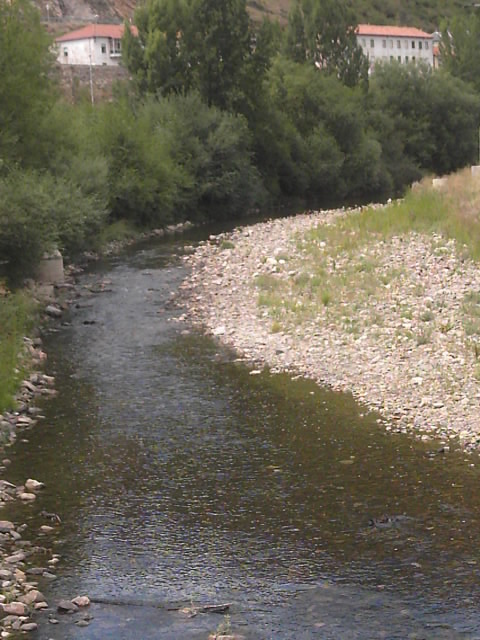
Річка Бернесга
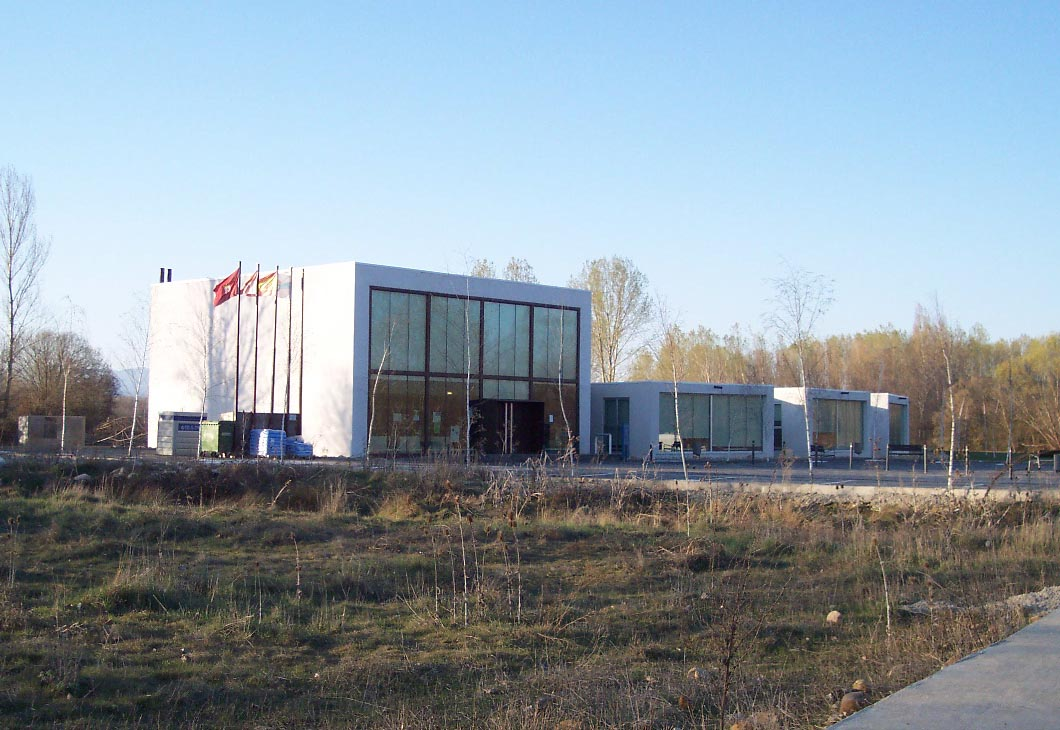
Муніципальна рада